# Niekłończyca
Niekłończyca (do 1945 niem. Königsfelde) – wieś w Polsce położona w województwie zachodniopomorskim, w powiecie polickim, w gminie Police, ok. 31 km od centrum Szczecina. Miejscowość jest usytuowana na Równinie Polickiej na skraju Puszczy Wkrzańskiej. Przez wieś przebiega droga wojewódzka nr 114.

## Historia

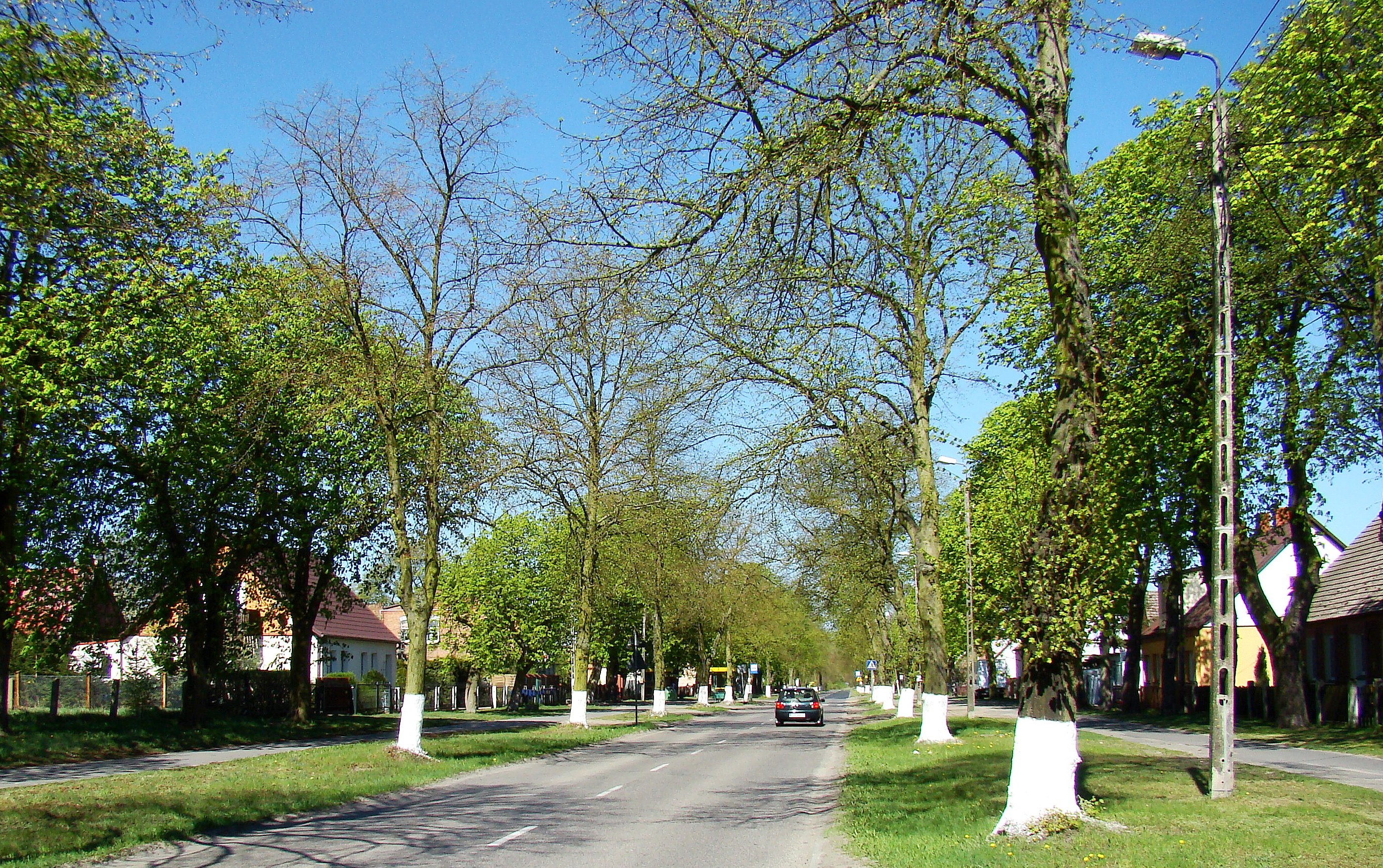
Niekłończyca

Wieś powstała w 1750 r. na włościach królewskich (Prusy) jako kolonia osadnicza rolników. W 1863 r. zbudowano we wsi wiatrak (obecnie nie istnieje). 
W czasie II wojny światowej wieś nie zniszczona, została zajęta 27 kwietnia 1945 r. przez wojska radzieckie (2 Front Białoruski - 2 Armia Uderzeniowa) a we wrześniu 1946 r. została przekazana administracji polskiej po likwidacji tzw. Enklawy Polickiej. W II poł. XX w. mieszkały tu rodziny trudniące się rolnictwem oraz pracowników pobliskich Polic i Szczecina.

### Przynależność polityczno-administracyjna
- 1815–1866: Związek Niemiecki, Królestwo Prus, prowincja Pomorze, rejencja szczecińska, powiat Randow (1815–1826), powiat Uckermünde;
- 1866–1871: Związek Północnoniemiecki, Królestwo Prus, prowincja Pomorze, rejencja szczecińska, powiat Uckermünde;
- 1871–1918: Cesarstwo Niemieckie, Królestwo Prus, prowincja Pomorze, rejencja szczecińska, powiat Uckermünde;
- 1919–1933: Rzesza Niemiecka (Republika Weimarska), kraj związkowy Prusy, prowincja Pomorze, rejencja szczecińska, powiat Uckermünde;
- 1933–1945: III Rzesza, prowincja Pomorze, rejencja szczecińska, powiat Uckermünde;
- 1945–1946: Enklawa Policka – obszar podległy Armii Czerwonej;
- 1946–1950: Rzeczpospolita Polska (Polska Ludowa), województwo szczecińskie, powiat szczeciński, gmina Jasienica;
- 1950–1957: Polska Rzeczpospolita Ludowa (Polska Ludowa), województwo szczecińskie, powiat szczeciński, gmina Jasienica (do 1954);
- 1957–1975: Polska Rzeczpospolita Ludowa, województwo szczecińskie, powiat szczeciński, gmina Trzebież (1973–1975);
- 1975–1989: Polska Rzeczpospolita Ludowa, województwo szczecińskie, gmina Police;
- 1989–1998: Rzeczpospolita Polska, województwo szczecińskie, gmina Police;
- 1999–teraz: Rzeczpospolita Polska, województwo zachodniopomorskie, powiat policki, gmina Police[4].

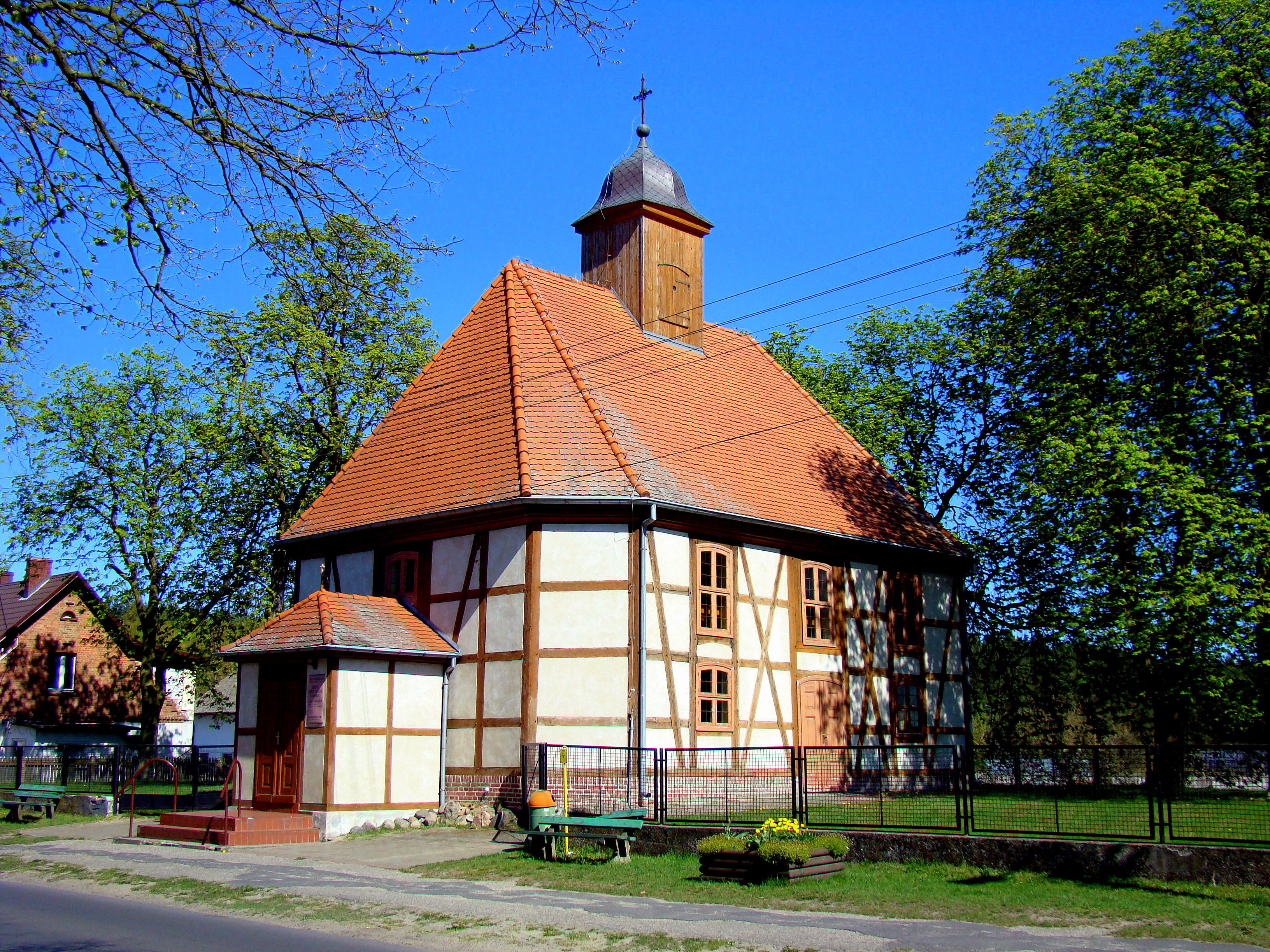
Kościół pod wezwaniem Najświętszej Marii Panny

### Demografia
Ogólna liczba mieszkańców:
- 1863 – 385 mieszk.
- 1939 – 625 mieszk.
- 2001 – 350 mieszk.

### Zabytki
- Barokowy kościół Narodzenia Najświętszej Marii Panny z 1778 r.

## Geografia i turystyka
Wieś w formie ulicówki.
Dojazd z Polic SPPK (linia autobusowa LS - Linia Samorządowa).
Przez wieś prowadzi  Szlak „Puszcza Wkrzańska”.